# Слохокеј лига 2009/10.
Слохокеј лига 2009/10. је била прва сезона Слохокеј лиге. У лиги је учествовало десет клубова. Шест клубова је било из Словеније, два из Хрватске, и по један из Србије и Аустрије.

## Систем такмичења
У регуларном делу сезоне сваки тим је играо 27 меча. Најбоља осам тима пласирала су се у плеј оф. У плеј офу се играло на два добијена меча.
Први шампион Слохокеј лиге постао је ХДК Ставбар Марибор..

## Састав лиге
| Клуб                | Град     | Арена                      | Капацитет | Основан |
| ------------------- | -------- | -------------------------- | --------- | ------- |
| ХД Млади Јесенице   | Јесенице | Дворана Подмежакла         | 5.900     | 1999    |
| ХС Олимпија         | Љубљана  | Дворана Тиволи             | 5.000     | 2004    |
| ХДК Ставбар Марибор | Марибор  | Ледена дворана Табор       | 3.000     | 1993    |
| ХК Триглав          | Крањ     | Ледена дворана Златно поље | 1.000     | 1968    |
| ХК МК Блед          | Блед     | Ледена дворана Блед        | 1.000     | 1999    |
| ХК Славија          | Љубљана  | Дворана Залог              | 1.000     | 1968    |
| КХЛ Медвешчак II    | Загреб   | Дворана Велесајам          | 1.000     | 2003    |
| КХЛ Младост         | Загреб   | Дворана Велесајам          | 1.000     | 1946    |
| ХК Партизан         | Београд  | Ледена дворана Пионир      | 2.000     | 1948    |
| Јуниор Грац 99ерс   | Грац     | Ајсстадион Грац Лиебенау   | 4.050     | 2009    |

## Табела
Првак регуларног дела је ХК Триглав
| #   | Клуб                | ИГ | Д  | ДП | ИЗП | ИЗ | ГД  | ГП  | Б  |
| --- | ------------------- | -- | -- | -- | --- | -- | --- | --- | -- |
| 1.  | ХК Триглав          | 27 | 20 | 0  | 1   | 6  | 116 | 64  | 61 |
| 2.  | ХД Млади Јесенице   | 27 | 17 | 4  | 1   | 5  | 128 | 61  | 60 |
| 3.  | ХДК Ставбар Марибор | 27 | 17 | 2  | 4   | 4  | 112 | 66  | 59 |
| 4.  | ХК Партизан         | 27 | 18 | 1  | 0   | 8  | 132 | 61  | 56 |
| 5.  | ХС Олимпија         | 27 | 13 | 3  | 4   | 7  | 138 | 98  | 49 |
| 6.  | ХК МК Блед          | 27 | 12 | 2  | 2   | 11 | 108 | 94  | 42 |
| 7.  | КХЛ Медвешчак II    | 27 | 9  | 2  | 0   | 16 | 71  | 105 | 31 |
| 8.  | ХК Славија          | 27 | 8  | 0  | 2   | 17 | 81  | 111 | 26 |
| 9.  | Јуниор Грац 99ерс   | 27 | 5  | 0  | 0   | 22 | 74  | 135 | 15 |
| 10. | КХЛ Младост         | 27 | 2  | 0  | 0   | 25 | 58  | 223 | 6  |

ИГ = одиграо, Д = победио, ДП = Победа у продужетку, ИЗП = Пораз у продужетку, ИЗ = изгубио, ГД = голова дао, ГП = голова примио, Б = бодова

## Плеј оф

### Четвртфинале
ХК Партизан - ХС Олимпија 2:0
- ХС Олимпија – ХК Партизан 1:5 (0:2,0:1,1:2)
- ХК Партизан' - ХС Олимпија 4:3 (1:0,2:3,1:0)

ХДК Ставбар Марибор - ХК МК Блед 2:0
- ХК МК Блед – ХДК Ставбар Марибор 2:7 (2:4,0:1,0:2)
- ХДК Ставбар Марибор – ХК МК Блед 6:2 (2:0,1:1,2:1)

ХК Триглав - ХК Славија 2:0
- ХК Славија – ХК Триглав 1:4 (0:3,1:0,0:1)
- ХК Триглав – ХК Славија 5:2 (2:1,1:1,2:0)

ХД Млади Јесенице - КХЛ Медвешчак II 2:0
- ХД Млади Јесенице – КХЛ Медвешчак II 2:1 (2:0, 0:0, 0:1)
- КХЛ Медвешчак II – ХД Млади Јесенице 3:9 (0:3,1:4,2:2)

### Полуфинале
ХК Партизан - ХК Триглав 2:0
- ХК Триглав – ХК Партизан 3:4 (0:1,2:2,1:1)
- ХК Партизан - ХК Триглав 5:1 (1:0,2:1,2:0)

ХДК Ставбар Марибор - ХД Млади Јесенице 2:0
- ХД Млади Јесенице – ХДК Ставбар Марибор 1:3 (0:1,1:0,0:2)
- ХДК Ставбар Марибор – ХД Млади Јесенице 3:1 (1:0,1:0,1:1)

### Финале
ХДК Ставбар Марибор - ХК Партизан 2:0
- ХДК Ставбар Марибор – ХК Партизан 3:2 (1:1,0:1,2:0)
- ХК Партизан – ХДК Ставбар Марибор 2:3 (0:1,1:0,1:2)

| Првак Слохокеј лиге 2009/10.  |
| ----------------------------- |
| ХДК Ставбар Марибор 1. Титула |